# Teatro de Cristobal Colón
Il Teatro de Cristobal Colón, conosciuto anche come Teatro Colón, si trova a Bogotà, Colombia ed è il suo Teatro Nazionale.
Fu costruito in stile neoclassico dall'architetto italiano Pietro Cantini nel 1885 e inaugurato il 12 ottobre 1892 in occasione del quarto centenario della scoperta dell'America. Alcuni affreschi sono stati eseguiti dal pittore italiano Filippo Mastellari.
Il Teatro Colon è stato dichiarato monumento nazionale l'11 agosto 1975.